# Le Salaire de la peur (film, 2024)
Ne doit pas être confondu avec Le Salaire de la peur.
Pour plus de détails, voir Fiche technique et Distribution.
Le Salaire de la peur est un film français réalisé par Julien Leclercq et sorti en 2024 sur Netflix. Il s'agit d'une nouvelle adaptation du roman du même nom de Georges Arnaud (1949). Le film se base également sur le scénario du film du même nom sorti en 1953, réalisé par Henri-Georges Clouzot.

## Synopsis
Dans un pays désertique en pleine révolution, quatre aventuriers mercenaires sont engagés par une compagnie pétrolière. Ils ont pour mission de transporter de la nitroglycérine, chargée dans deux camions. Elle doit être utilisée pour stopper l'immense incendie d'un puits de pétrole menaçant de détruire un camp de réfugiés de 5000 habitants dans lequel vit la famille d'un des aventuriers. Ils doivent parcourir des centaines de kilomètres dans le désert et éviter divers embûches et obstacles, en échange d'un important salaire.

## Fiche technique
Sauf indication contraire, les informations mentionnées dans cette section peuvent être confirmées par la base de données cinématographiques IMDb,  présente dans la section « Liens externes ».
- Titre original : Le Salaire de la peur
- Réalisation : Julien Leclercq
- Scénario : Julien Leclercq et Hamid Hlioua, d'après le scénario film Le Salaire de la peur (1952) écrit par Henri-Georges Clouzot et Jérôme Geromini, adapté du roman homonyme de Georges Arnaud
- Musique : Éric Serra
- Décors : Tom Darmstaedter	et Aziz Hamichi
- Costumes : Emmanuelle Youchnovski
- Photographie : Wim Vanswijgenhoven
- Montage : Soline Guyonneau
- Production : Julien Leclercq et Julien Madon
  - Production déléguée : Philippe Guez
- Sociétés de production : Labyrinthe Films, TF1 Studio et Netflix France
- Société de distribution : Netflix
- Budget : n/a
- Pays de production :  France
- Langues originales : français et arabe
- Format : couleur
- Genre : action, aventure, drame, thriller, road movie
- Durée : 106 minutes
- Date de sortie : 29 mars 2024 (sur Netflix)[1],[2]

## Distribution
- Franck Gastambide : Fred
- Ana Girardot : Clara
- Alban Lenoir : Alex
- Sofiane Zermani : Gauthier
- Bakary Diombera : Djibril
- Astrid Whettnall : Anne Marchand
- Alka Matewa : Alka
- Sarah Afchain : Assia
- Ghita Berdai : Malya

## Production
Le projet est annoncé en avril 2023,. Dans le communiqué officiel, le réalisateur-scénariste déclare : « réunir ces talents autour du reboot d’un tel film, pour une diffusion mondiale avec Netflix m’oblige à y mettre tout mon cœur et toutes mes tripes. L’ambition est immense. »

### Tournage
Le tournage a lieu au Maroc pendant 60 jours début 2023.